# بوبا هاريس (لاعب كرة قاعدة)
بوبا هاريس (بالإنجليزية: Bubba Harris)‏ هو لاعب كرة قاعدة أمريكي، ولد في 15 فبراير 1926 في ساليجنت في الولايات المتحدة، وتوفي في 12 يناير 2013 في Nobleton, Florida ‏ في الولايات المتحدة.

## وصلات خارجية
- بوبا هاريس على موقع دوري كرة القاعدة الرئيسي (الإنجليزية)
- بوبا هاريس على موقعبيزبول رفرنس.كوم (الدوري الرئيسي) (الإنجليزية)
- بوبا هاريس على موقعبيزبول رفرنس.كوم (الدوري الثانوي) (الإنجليزية)
- بوبا هاريس على موقع مشجعي الرسوم البيانية (الإنجليزية)